# Українська національна революція (1648—1676)
Національна революція 1648—1676 років — породжений українськими реаліями раннього Нового часу складний політичний процес, що під гаслами захисту православ'я, прав і свобод Війська Запорозького й народу України поєднував у собі боротьбу за національне визволення, масовий соціальний протест і збройні форми громадянського протистояння та супроводжувався кардинальними змінами всіх сфер і рівнів життєдіяльності суспільства. Типологічно споріднений із масштабними суспільно-політичними рухами в низці країн Центральної і Західної Європи, які вступали в період створення національних держав і вироблення якісно відмінної від середньовічної системи соціальних відносин.
На різних етапах еволюції історичної думки в Україні та за її межами в наукових концепціях щодо ідентифікації подій середини — 2-ї половини 17 ст. застосовувалися такі терміни, як «Хмельниччина», «козацьке повстання», «руська ребелія», «загальнонародне повстання», «національне повстання»; «козацька війна», «громадянська (домова) війна», «велика війна 1648—1654 рр.», «польсько-козацька війна», «селянська війна», «визвольна війна», «національно-визвольна війна»; «козацька революція», «національна революція», «національно-визвольна революція», «українська революція», «велика українська революція» тощо. Однак більшість із запропонованих понять відображає лише певний сегмент цього багатоаспектного явища, не проникаючи в його глибинну сутність.
Дискусійним продовжує залишатися питання його верхньої хронологічної межі, яка коливається в діапазоні 1654—1678 років. При цьому традиційним в історіографії є виділення двох фаз, відокремлених одна від одної смертю Богдана Хмельницького 27 липня (6 серпня) 1657 року. Перша з них характеризується наростанням національно-визвольної боротьби і її найвищою результативністю, а друга пов'язується із втягненням козацької України в добу старшинських міжусобиць і руйнації («Руїни») господарського життя, нових форм соціальних зв'язків та державно-політичних структур.

## Причини й передумови
Національна революція була спричинена комплексом суперечностей політичного, соціального, економічного та духовно-культурного характеру, що нагромадилися на середину 17 ст. в суспільному житті Речі Посполитої, у складі якої після Люблінської унії 1569 року опинилася переважна більшість етнічних українських земель. Еліта Речі Посполитої намагалася запобігти відродженню українського державного життя. Із цією метою не визнавала «руський політичний народ» рівноправним із польським і литовським, всіляко сприяла покатоличенню й полонізації його аристократії та шляхти. Проводився курс на ліквідацію православ'я й утвердження католицизму. Хоча 1632—1633 років елекційним і коронаційним сеймами і польським королем Владиславом IV Ваза були вироблені й затверджені «Пункти заспокоєння народу руського», які легалізували й легітимізували існування православної церкви та її ієрархію, православні продовжували зазнавати обмежень і заборон у заняттях ремеслами, промислами, торгівлею та обійманні посад у міському самоуправлінні. Закривалися церкви й монастирі. Масового характеру набуло зневаження релігійних почуттів віруючих; непоодинокими були випадки примусового повернення в греко-католицизм. Вживалися дискримінаційні заходи щодо української мови, гальмувався розвиток освіти.
Нехтування прав більшості українців викликало в них спротив, чому значною мірою сприяв лавиноподібний процес розвитку їхньої національної свідомості. У 1620—1630-ті рр. в суспільно-політичній думці чіткіше окреслюється усвідомлення українцями себе як окремішньої від сусідніх етнічної спільноти. Водночас починає виразніше проступати національна суть релігійних конфліктів і національного мотивування козацьких повстань, відбувалося піднесення національних інтересів, осмислення їх значущості в житті як окремої особи, так і соціального стану, суспільства в цілому. На півдні України інтенсивно формувався якісно інший психологічний тип особистості, для якого основою способу життя, мислення і поведінки виступала свобода. Відбувалося становлення нового суспільного стану — козацтва українського, — готового зі зброєю в руках відстоювати свої «права і вольності». У його середовищі зародилася ідея перетворення Війська Запорозького на територіально-політичний організм у складі Речі Посполитої.
Загострювалися суперечності і в соціально-економічній сфері. Еліта Речі Посполитої відмовилася визнати «лицарські» права і привілеї козацтва, а з 1638 року намагалася ліквідувати його як стан. Інтенсивний розвиток фільваркового господарства призвів до неухильного зростання в західних, центральних і північних регіонах України панщини (3—6 днів на тиждень), повинностей і податків, обезземелення селян, їх закріпачення. Крайніх меж досягли зловживання орендарів (серед останніх доволі виразним був іноетнічний елемент). У 1630—1640-х рр. почастішали спроби поширити кріпацтво й фільваркове господарство на південні і східні регіони, більшість населення яких складали ще відносно вільні селяни та козаки, готові померти, захищаючи свої права й свободи.

## Найвище піднесення боротьби. Здобуття незалежності (січень 1648— червень 1652)

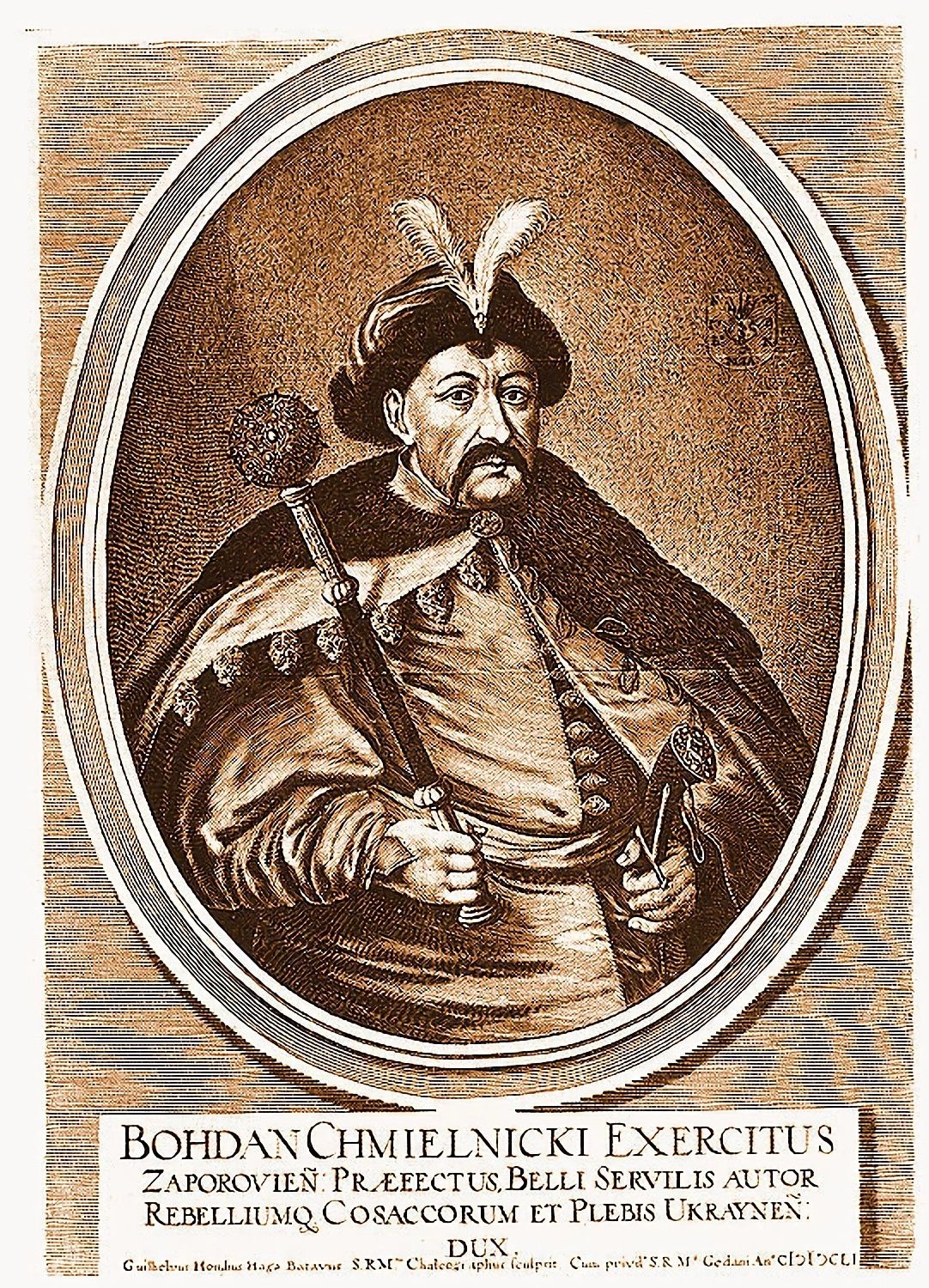
Богдан Хмельницький

Намагаючись домогтися поновлення вольностей Війська Запорозького, очолювана Богданом Хмельницьким група старшин і козаків підготувала восени 1647 року план повстання. Невдача в його реалізації спонукала їх перебратися на Запорожжя. Порозумівшись із залогою Микитинської Січі, 25 січня (4 лютого) 1648 року вони оволоділи нею; 30 січня (9 лютого) 1648 завдали поразки урядовим підрозділам. Обраний гетьманом Б.Хмельницький, уклавши угоду про військово-політичний союз із кримським ханом Іслам-Гіреєм III, розгромив військо Речі Посполитої на Жовтих Водах 6 (16) травня і під Корсунем 16 (26) травня. Виникли сприятливі умови для походу в центральні регіони України, однак гетьман і більшість старшин ще не думали поривати з Річчю Посполитою, сподіваючись реформувати її політичний лад шляхом зведення на королівський трон монарха-некатолика.
Здобуті перемоги та дії розісланих Б.Хмельницьким козацьких підрозділів відіграли вирішальну роль у переростанні козацького повстання в Національну революцію, складовою якої стала селянська війна (червень 1648 — червень 1652). Рушійними силами Національної революції виступали: козацтво, частина шляхти, духовенство, селянство і міщанство. Формувалися сотні загонів, що повели боротьбу проти панування Речі Посполитої, засилля католицизму, соціального утиску. Протиборство сторін відзначалося жорстокістю, жертвами якої стали десятки тисяч осіб. Повстанці виношували наміри «дійти до Вісли». Розгромивши 11 (21) вересня — 13 (23) вересня 1648 року поляків під Пилявцями, Б.Хмельницький виступив у похід, сподіваючись, що новообраний польський король визнає за Україною статус рівноправного з Польщею та Литвою суб'єкта федеративної Речі Посполитої. На середину листопада завершилося визволення етнічної української території, де інтенсивно формувалися державні інституції. Однак замість того, щоб закріпитися на західних рубежах, 11 (21) листопада 1648 року гетьман і старшини уклали з польським королем Яном II Казимиром Ваза перемир'я, внаслідок якого армію було відведено на схід за умовну лінію р. Горинь — м. Кам'янець. 

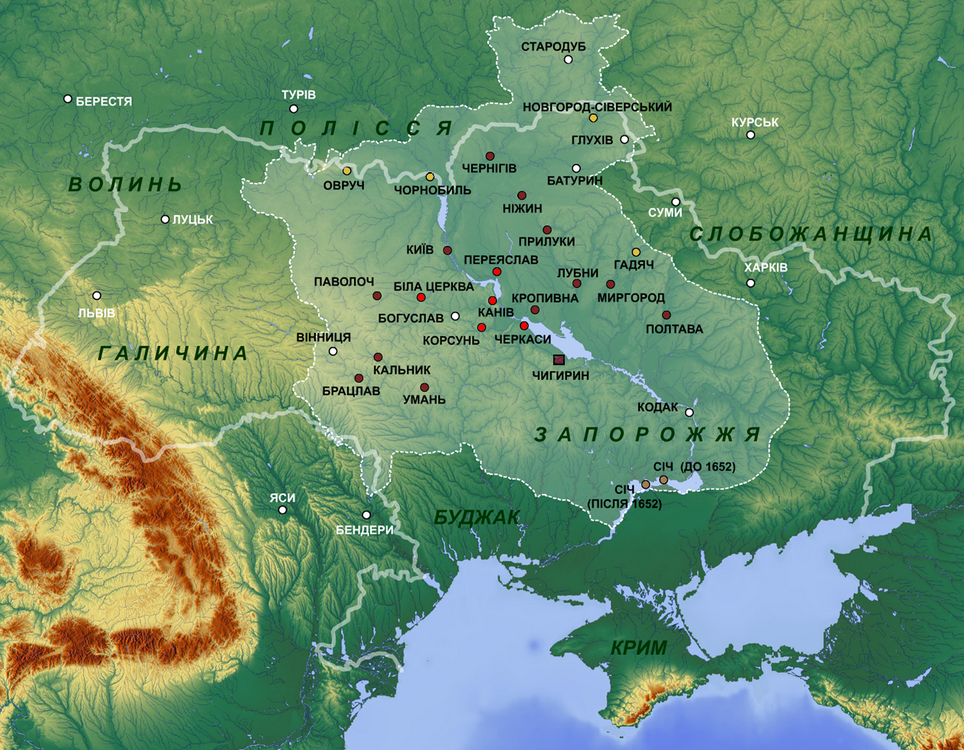
Кордони Гетьманщини (1649—1654) на тлі сучасних кордонів України.

Переосмисливши результати боротьби, Богдан Хмельницький узимку 1649 року сформулював державну ідею, що передбачала розрив із Річчю Посполитою й утворення незалежної соборної України. Відбулося зміцнення прерогатив гетьманської влади; у пошуку військової допомоги уряд вів переговори з Московським царством, Кримським ханатом, Османською імперією та Трансільванським князівством. У травні 1649 року поновилися воєнні дії. У бою під Лоєвим 31 (21) липня21 (31) липня було зупинено наступ литовців. Одне військо Речі Посполитої потрапило в облогу під Збаражем (30 червня [10 липня] — 13 [23] серпня), інше виявилося розгромленим 5 (15) серпня під Зборовом.
Союзник гетьмана — кримський хан Іслам-Гірей III, — намагаючись протидіяти затвердженню незалежної України, пішов на угоду з Річчю Посполитою і змусив гетьмана укласти 8 (18) серпня Зборівський договір. Його умови викликали в козацькій Україні восени 1649 — 1650 нову хвилю виступів населення. Щоб не допустити розв'язання громадянської війни, гетьман проводив виважену соціально-економічну політику. Здійснив реорганізацію адміністративно-територіального устрою, реформував Запорозьку Січ, зміцнив міжнародне становище держави.  Щоб отримати військову допомогу, обіцяв володарям Московського царства і Османської імперії прийняти їхню протекцію.
У лютому 1651 армія Речі Посполитої розпочала воєнні дії на Брацлавщині. Вирішальна битва відбулася під Берестечком 18 (28) червня — 30 червня (10 липня). Внаслідок залишення поля бою військом Іслам-Гірея III українці зазнали поразки.  Після укладення невигідного для козацької України Білоцерківського договору 18 (28) вересня 1651 року населення повело боротьбу проти реалізації його умов. Богдан Хмельницький перейшов у наступ і в битві під містечком Батіг 22 травня (1 червня) — 23 травня (2 червня) 1652 року розгромив військо Речі Посполитої. Внаслідок повстання звільнилися терени Брацлавщини і Чернігівщини. Козацька Україна (у складі Брацлавського воєводства, Київського воєводства та Чернігівського воєводства) виборола незалежність. Тут селянська війна завершилася визнанням із боку уряду головніших соціально-економічних завоювань поспільства. На решті українських земель влада Речі Посполитої поновила дореволюційні політичні і соціально-економічні порядки. Національно-визвольна боротьба зазнала тут остаточної поразки. Так стався трагічний за наслідками поділ України на дві частини: меншу, де внаслідок революційної боротьби утворилася Українська держава (Гетьманщина), і більшу, що продовжувала залишатися у складі Речі Посполитої.

## Погіршення становища, московська протекція, визвольний похід в західноукраїнські землі (червень 1652— серпень 1657)
Здобувши перемогу, Б.Хмельницький не скористався нею для визволення західноукраїнського регіону. Відступивши 13 (23) червня 1652 року з-під Кам'янця, розпочав переговори з Варшавою про визнання Української держави, що завершилися провалом. У березні—квітні 1653 військо Речі Посполитої зробило невдалу спробу оволодіти Брацлавщиною. Тим часом дедалі відчутнішими ставали негативні наслідки тривалої боротьби. Були зруйновані сотні поселень, що призвело до занепаду сільського господарства, ремесел, промисел, мануфактурного виробництва та торгівлі. Воєнні дії, голод, епідемії, захоплення татарами ясиру та міграційні процеси призвели до зменшення населення більш ніж на 40 % і вдвічі — чисельності війська. Частина козаків ухилялася від військової служби, зростало несприйняття політики уряду, посилювалася психологічна втома населення. Через бунт невдоволених діями Богдана Хмельницького вояків (близько 10 [20] червня 1653) під Городком-Бедриківським було зірвано похід армії в західноукраїнські регіони. Військове втручання гетьмана в боротьбу за владу в Молдовському князівстві погіршило геополітичне становище козацької України. У пошуках виходу із ситуації пожвавилися переговори з Москвою щодо прийняття протекції московського царя Олексія Михайловича, і 1 (11) жовтня 1653 року Земський собор ухвалив відповідне рішення. Наслідки Жванецької кампанії виявилися для козацької України катастрофічними: укладена 5 (15) грудня 1653 року польсько-кримська угода не передбачала визнання її як держави. За таких обставин 8 (18) січня 1654 року Переяславська рада ухвалила прийняти протекцію московського царя. Угода 1654 року з Московським царством зберігала внутрішній суверенітет козацької України і частково обмежувала зовнішній.
Цей крок української еліти не поліпшив зовнішньополітичне становище держави. Річ Посполита і Кримський ханат уклали військово-політичний союз. Виникла загроза війни на два фронти. Московський уряд, зайнятий військовими діями в Білорусі та країнах Балтії, вчасно не надав Б.Хмельницькому військової допомоги, тому військо Речі Посполитої впродовж листопада—грудня 1654 року оволоділо Брацлавщиною. Битва під Охматовим (нині село Жашківського р-ну Черкаської області) 19 (29) січня — 22 січня (1 лютого) 1655 року переможця не виявила. 11 (1) липня 16551 (11) липня 1655 р. українсько-московські війська перейшли в контрнаступ і обложили Кам'янець. Порозумівшись зі Швецією, гетьман продовжив похід до Львова, 19 (29) вересня взяв його в облогу і розгромив поляків під Городком. До кінця жовтня були звільнені майже всі західноукраїнські землі. Проте під тиском Швеції та перед загрозою з боку татар Б.Хмельницький був змушений 29 жовтня (8 листопада) 1655 року розпочати відступ. Після боїв із татарами під Заложцями (4 [14] листопада — 5 [15] листопада) та Озерною (10 [20] листопада — 11 [21] листопада) було укладено угоду з кримським ханом Мегмед-Гіреєм IV. Із кінця 1655 року Московське царство пішло на зближення з Річчю Посполитою й підписало з нею Віленське перемир'я (24 жовтня [3 листопада] 1656 року). Козацька Україна не сприйняла його і стала на шлях створення антипольської коаліції зі Швецією та Трансильванією. Корпус Антіна Ждановича взяв участь у невдалому поході Ракоці Дєрдя II на Річ Посполиту. Проводячи незалежну зовнішню політику, Б.Хмельницький рішуче протидіяв спробам Москви запровадити воєводське управління і взяти під контроль збір податків.  Відчуваючи наближення смерті, він передав владу синові Юрію, що засвідчило запровадження монархічної форми правління. Регентом при ньому було призначено І.Виговського. 27 липня (6 серпня) 1657 року творець Української держави помер.  

## Громадянська війна й поділ Гетьманщини (серпень 1657— червень 1663)
Скориставшись недосвідченістю Юрія Хмельницького, Іван Виговський на початку вересня усунув його від влади, у жовтні на Корсунській раді 1657 року домігся обрання себе гетьманом. Якщо його зовнішня політика сприяла зміцненню міжнародного становища держави, то ігнорування соціально-економічних завоювань поспільства й козацьких низів, традиційних прав і свобод запорожців, загравання зі старшиною та послаблення прерогатив гетьманської влади викликало (у листопаді 1657) опозиційний до нього потужний соціально-політичний рух. Його очолили січові старшини (прагнули домогтися провідної політичної ролі Запорожжя в козацькій Україні) та полтавський полковник М.Пушкар (плекав надію перехопити гетьманську булаву). Рушійними силами виступали запорожці, козаки Полтавського полку, обездолене козацтво й поспільство. Внаслідок опосередкованої підтримки московським урядом та прорахунків гетьмана у березні 1658 масштабна акція протесту переросла в громадянську війну. Запобігти її розгортанню не вдалося ані внаслідок розгрому 31 травня (10 червня) 1658 року І.Виговським під Полтавою армії повстанців, ані репресіями проти опозиційно налаштованих старшин і населення.
Всупереч договору Москва повела політику обмеження державної самостійності козацької України, що вилилося у формування серед населення «проросійської партії», наполегливі домагання запровадження воєводського управління, грошових зборів до московської скарбниці, проведення перепису селян і міщан, їхніх повинностей та податків, млинів і оренд, виведення залог зі Старого Бихова і Чаусів. У липні 1658 московське військо князя Г.Ромодановського ввійшло в Україну. І.Виговський у пошуку союзників уклав у лютому 1658 року угоду із Кримом і вступив у переговори з Річчю Посполитою. Вони завершилися підписанням 6 (16) вересня 1658 року Гадяцького договору, що передбачав розрив відносин із Московським царством і повернення козацької України у формі Князівства Руського до складу Речі Посполитої. Почалася українсько-московська війна, що тривала до серпня 1659 року. Союзні українсько-кримські війська в битві під Конотопом 28 червня (8 липня) 1659 року завдали поразки московській армії. Однак закріпити успіх не вдалося. Невдоволене обмеженням Варшавою умов Гадяцького договору козацтво змусило гетьмана припинити воєнні дії й у вересні передати булаву Юрію Хмельницькому. Скориставшись зміною влади, московська армія князя О.Трубецького зайняла Лівобережжя. 17 (27) жовтня 1659 року відбулося підписання Переяславських статей, що перетворювали козацьку Україну на автономну частину Московського царства. Невдоволена їх змістом старшина під час Чуднівської кампанії пішла на укладення 7 (17) жовтня 1660 року з Річчю Посполитою Чуднівського договору, який в основному поновлював умови Гадяцького договору 1658 року. Частина лівобережної старшини, очолювана Я.Сомком, опираючись на підтримку Московського царства, виступила проти Ю.Хмельницького. Громадянська війна набула нових обертів. Зазнавши невдач у спробах підпорядкувати Лівобережжя, Ю.Хмельницький на початку 1663 р. поклав булаву. Гетьманом став П.Тетеря. Намагаючись зміцнити контроль над Лівобережжям, Москва взяла курс на створення тут окремої гетьманщини, підтримавши із претендентів на булаву кошового отамана І.Брюховецького. Скликана в Ніжині Чорна рада 18 (28) червня 1663 року обрала його гетьманом. Так соціально-політична боротьба розколола козацьку Україну на два державні утворення.

## Боротьба за возз'єднання (липень 1663— червень 1668)
Прийшовши до влади, П.Тетеря активізував заходи із об'єднання козацької України, зробивши ставку на допомогу Речі Посполитій та Криму. Поновлення в Правобережжі «польських порядків» призвело до спалаху наприкінці травня Паволоцького повстання під проводом І.Поповича. Після його придушення гетьман підтримав похід польського короля Яна II Казимира Ваза в Лівобережжя. Він розпочався в листопаді 1663 і тривав до середини березня 1664 року. Участь у ньому правобережних козацьких полків на перших порах забезпечила успіх кампанії, але через викликаний репресіями жовнірів і татар спротив населення вона закінчилася поразкою. У цей час група старшин, очолювана І.Виговським, підготувала змову, щоб позбавити влади П.Тетерю та розірвати Чуднівський договір. Хоча вона була викрита, все ж у лютому 1664 р. спалахнуло Правобережне повстання, що охопило терени Правобережної гетьманщини, Полісся, півдня Волині та сходу Подільського воєводства і, незважаючи на жорстокі репресії з боку підрозділів Речі Посполитої, завершилося перемогою. П.Тетеря в червні 1665 року втратив булаву, яку перехопив С.Опара. Однак у серпні гетьманом був обраний П.Дорошенко, котрий до кінця року утвердив владу в Правобережжі. У Лівобережжі І.Брюховецький пішов восени 1665 року на укладення Московських статей, що звели нанівець його політичну автономію в складі Московського царства.
П.Дорошенко повів політику на унезалежнення від Речі Посполитої та возз'єднання козацької України. 9 (19) грудня 1666 року в бою під Браїловим він розгромив військо Речі Посполитої. Не визнавши умов Андрусівського договору про перемир'я, восени 1667 року П.Дорошенко здійснив Західний похід українського та татарського війська. Проте внаслідок угоди калги-султана з поляками змушений був укласти Підгаєцький договір Правобережної Гетьманщини з Річчю Посполитою, що передбачав визнання влади польс. короля Яна II Казимира Ваза. Активізувалися його спроби порозумітися із Запорожжям та І.Брюховецьким, котрий, невдоволений інкорпораційною політикою Москви, у лютому 1668 року підняв повстання. На середину березня майже вся територія Лівобережжя була звільнена від московських залог. Наприкінці травня сюди з'явився П.Дорошенко, на сторону якого перейшли місцеві полки. Після вбивства І.Брюховецького козацька рада 8 (18) червня 1668 року обрала його гетьманом возз'єднаної козацької України.

## Криза й поразка революції (червень 1668— вересень 1676)
Наступ поляків на Брацлавщину змусив Петра Дорошенка залишити Лівобережжя. У серпні 1668 р. боротьбу за владу розпочав підтримуваний Запорожжям і Кримом Петро Суховій. Наступного місяця на територію Лівобережної України вступили московські підрозділи, на сторону яких перейшла більшість старшин. Знову спалахнула політична боротьба, що зумовила глибоку кризу революції. У березні 1669 р лівобережним гетьманом був обраний Дем'ян Многогрішний, котрий уклав із Московським царством Глухівські статті, які поновлювали автономію Лівобережної гетьманщини. Петро Дорошенко та більшість правобережної еліти з метою домогтися возз'єднання України й нейтралізації політичних намірів Московського царства, Речі Посполитої та Криму пішли на прийняття в березні 1669 р. протекції османського султана Мегмеда IV. До кінця року були розгромлені сили опозиції в Правобережжі. Упродовж 1670 р. П.Дорошенко зміцнив свою владу, проводив політику, що спрямовувалася на пошук порозуміння з Д.Многогрішним, а в переговорах із Варшавою домагався поновлення Гадяцького договору 1658 року. Річ Посполита, прагнучи ліквідувати Правобережну гетьманщину, уклала Острозький договір із запорозьким гетьманом М.Ханенком. Восени 1671 р. її армія окупувала Брацлавщину. За підтримки польського командування М.Ханенко був проголошений гетьманом. Узимку 1672 р. П.Дорошенку вдалося домовитися з Д.Многогрішним разом захищати «суспільне добро і цілісність України». Однак лівобережна старшина, невдоволена політикою Д.Многогрішного, у березні 1672 р. змістила його, а в червні обрала володарем булави І.Самойловича, котрий уклав із Московським царством Конотопські статті 1672 року.  
Улітку почалася турецько-польська війна. Петро Дорошенко 8 (18) липня 1672 року розгромив під Четвертинівкою військо Речі Посполитої та взяв участь разом з османами і татарами в боях за Кам'янець (6 [16] серпня — 17 [27] серпня) й облозі Львова. Відповідно до [[Бучацький мирний договір|Бучацького мирного договору] від 8 (18) жовтня 1672 року, Річ Посполита визнала незалежність Української держави, однак у «давніх кордонах». Не вдалося П.Дорошенкові домогтися не лише включення до її складу західноукраїнського регіону, але навіть розширити державні межі до річки Горинь. Невдоволений позицією Османської імперії, він у 1673 році погодився на переговори з Московським царством, засвідчуючи згоду прийняти її протекцію за умови возз'єднання Української держави. Проти його порозуміння з Москвою виступив Іван Самойлович. На початку 1674 року останній разом із московською армією перейшов у наступ і до середини березня захопив головні міста Правобережної гетьманщини. 15 (25) березня 1674 року Переяславська рада обрала І.Самойловича гетьманом об'єднаної козацької України.
Із появою влітку османсько-татарського війська розпочалися бої, внаслідок яких Правобережжя до середини вересня 1674 р. було спустошене. У листопаді перейшли в наступ поляки, які до кінця року окупували Брацлавщину. У квітні 1675 р. гетьманом наказним польський король Ян III Собеський призначив О.Гоголя. Порозумівшись із Запорожжям, П.Дорошенко зробив спробу весною 1676 р. скликати генеральну раду для обрання єдиного гетьмана, але зазнав невдачі. Улітку його становище різко погіршилося. На осінь майже всі державні інституції в Правобережжі були ліквідовані. Влада гетьмана поширювалася лише на столицю та її околиці. Тому у вересні 1676 р., коли під стінами Чигирина з'явилися лівобережні полки й московитів, він відмовився від булави. Правобережна гетьманщина припинила існування. Національна революція, яка коштувала життя, вочевидь, не менше 2,6—3,2 млн осіб (із 4—5-ти млн українців), зазнала поразки.
Причинами цього стали відсутність в еліти досвіду державного будівництва, незавершеність процесу її консолідації навколо української державної ідеї, переважання у свідомості еліти, соціальних верств і прошарків особистих, групових, станових інтересів над національними та державними; слабкість центральної влади й утвердження після смерті Б.Хмельницького республікансько-олігархічної форми правління, що сприяло розгортанню міжусобної боротьби за булаву, породило всевладдя старшин на місцях; прорахунки гетьманських урядів у внутрішній політиці, значні масштаби люмпенізації суспільства, анархо-охлократичні рухи соціальних низів, деструктивна політична роль, яку відігравала наприкінці 1650-х — у 1-й пол. 1670-х рр. Запорозька Січ; втручання (у різних формах) іноземних держав, спрямоване на ліквідацію самостійної Української держави.
Національна революція становила важливу й невід'ємну складову європейського революційного руху раннього Нового часу. За довготривалістю, складністю та суперечливістю протікання боротьби за незалежність, нерівномірністю й імпульсивністю розвитку, важливою роллю релігійного фактора, переплетінням національно-визвольної боротьби із соціальною, подібністю соціально-економічних районів, що стали ядром утворення державних організмів, відсутністю єдності серед політичної еліти, що негативно позначилося на перебігові революційного процесу, тощо вона є найбільш спорідненою з революцією 1566—1609 рр. в Нідерландах. Її значення полягало у відновленні державного життя, формуванні української державної ідеї, розвиткові національної свідомості, становленні на теренах держави нової моделі соціально-економічних відносин, збагаченні традицій національно-визвольної та соціальної боротьби.